# Victor Eggertz
Viktor Eggertz, född 16 oktober 1817 på Morbygden nära Falun, död 16 augusti 1889 i Stockholm, var en svensk metallurg, professor; brorson till Hans Peter Eggertz.
Eggertz blev student vid Uppsala universitet 1836, tog hovrättsexamen 1839 och bergsexamen 1845, blev 1847 stipendiat vid Jernkontorets masmästarstat och samma år t.f. övermasmästare för Västmanland och Dalarna. År 1853 utnämndes han till professor, föreståndare och förste lärare vid Bergsskolan i Falun, vilken 1869 på hans tillstyrkan flyttades till Stockholm och såsom fackskola förenades med Teknologiska institutet, där han, såsom föreståndare för Bergsskolan och dess laboratorium och såsom professor i metallurgi, fortsatte sin verksamhet. Han erhöll 1883 avsked från sina befattningar vid Kungliga Tekniska högskolan.
För bergsvetenskapliga ändamål företog han 1847 och 1848 resor i Norge samt 1856-73 till Tyskland, Österrike, Frankrike, Belgien och England. År 1862 erhöll han Jernkontorets stora medalj i guld, 1868 blev han ledamot av Teknologiska institutets styrelse, 1870 av Lantbruksakademien och 1874 av Vetenskapsakademien. Såsom forskare vann han både inom Sverige och i utlandet anseende för sina efter fleråriga undersökningar framställda metoder för kemisk prövning av järn och järnmalmer samt i dessa förekommande främmande beståndsdelar liksom av brännmaterial. Dessa metoder fick vidsträckt användning samt prisbelöntes vid utställningarna i London 1862 och Paris 1867.
Eggertz var den, som kraftigast verkade för det gamla bergsmanskapets upphörande (1862) vid Falu koppargruva, såsom ett oundgängligt villkor för dess tidsenliga förbättring, för vilken han sedan var verksam. Likaledes gav han initiativet till 1856 års organisation av Jernkontorets yttre stater.
Utöver nedanstående skrifter utgav han tjänsteberättelser såsom t.f. övermasmästare och såsom föreståndare för Bergsskolan i Falun, åtskilliga vetenskapliga uppsatser i "Jernkontorets annaler" (1849-83) samt utlåtanden angående Falu bergsskolas förening med Teknologiska institutet (1858, 1862 och 1865).